# Elecciones generales de Bolivia de 1904
Las elecciones generales de Bolivia de 1904 se llevaron a cabo en todo el país el día domingo 2 de mayo de 1904, con el objetivo de elegir al futuro Presidente de Bolivia para el periodo constitucional 1904-1908. Alrededor 43 009 personas acudieron a las urnas para depositar su voto con el sistema electoral de voto calificado. Se presentaron tres candidatos presidenciales, entre ellos Ismael Montes representando al Partido Liberal, Lucio Pérez Velasco representando al Partido Liberal Puritano y el expresidente Aniceto Arce representando al Partido Conservador.
El candidato Ismael Montes ganó estos comicios con más del 77 % de la votación total, logrando obtener el apoyo de 32 884 votos mientras que Pérez Velasco solamente obtuvo 5 968 votos (14 % de la votación) y finalmente Arce obtuvo 3 376 votos (8 % de la votación). De esta manera se declaró a Montes como presidente electo democráticamente, mediante la Ley el 12 de agosto, asumiendo la Presidencia de Bolivia el 14 de agosto de 1904.